# 絶賛公開中/行ってきまーす
「絶賛公開中/行ってきまーす」(ぜっさんこうかいちゅう いってきまーす)は、フラワーカンパニーズのの27枚目のシングルであり、そこに収録されている楽曲である。2022年4月9日に自主レーベルのチキン・スキン・レコードより発売された。ヒコーキ雲

## 概要
シングル作品としては前作「履歴書」より約1年半ぶりのリリース。

## 収録曲
| 全編曲: フラワーカンパニーズ。 |                         |                  |      |
| #                              | タイトル                | 作詞・作曲       | 時間 |
| 1.                             | 「絶賛公開中」          | 鈴木圭介         | 3:01 |
| 2.                             | 「行ってきまーす」      | 鈴木圭介         | 3:27 |
| 3.                             | 「三十三年連続BOP宣言」 | グレートマエカワ | 2:09 |
| 合計時間:                      | 合計時間:               | 合計時間:        | 8:37 |

## 演奏
- 鈴木圭介 - ボーカル
- グレートマエカワ - ベース
- 竹安堅一 - ギター
- ミスター小西 - ドラム